# Canonical Ltd.

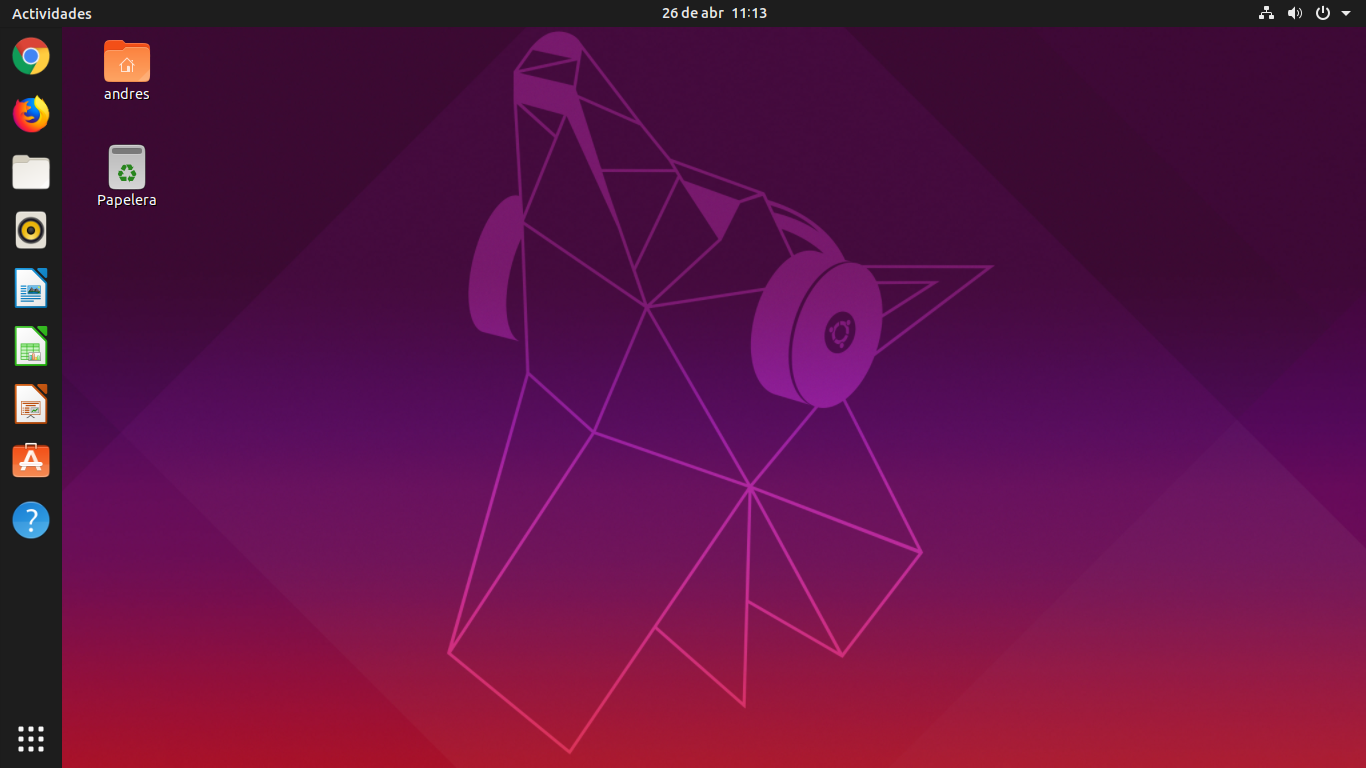
Ubuntu, principal produto da empresa.

A Canonical Ltd. é uma empresa fundada pelo sul-africano Mark Shuttleworth sediada na Ilha de Man e que trabalha na promoção do software livre. É a responsável pelo sistema operacional Ubuntu e algumas de suas variações (Kubuntu, Xubuntu, Edubuntu e Gobuntu), pelo site Launchpad, pelo sistema de controle de versão Bazaar, dentre outros projetos, além de ter patrocinado por um tempo o projeto TheOpenCD, na qual utiliza a tecnologia até hoje. A Canonical emprega funcionários em mais de 30 países e mantém escritórios em Londres, Boston, Taipé, Montreal, Xangai, São Paulo e Ilha de Man.

## Softwares de código aberto baseados no Ubuntu
- Kubuntu, é o núcleo do sistema Ubuntu com o Plasma (KDE) ao invés do GNOME.
- Xubuntu, o nucleo do sistema Ubuntu com Xfce ao invés do GNOME.
- Lubuntu, o nucleo do sistema Ubuntu com LXDE em substituição ao GNOME.
- Ubuntu-Mate, o nucleo do sistema Ubuntu com MATE em substituição ao GNOME. MATE é um Fork do GNOME 2, que foi o ambiente padrão do Ubuntu até Outubro de 2010.
- Edubuntu, é uma distribuição com base no Ubuntu projetado para ambientes educacionais.
- Gobuntu, foi uma distro do Ubuntu projetado apenas com software livre.
- Ubuntu JeOS, uma variante do Ubuntu projetado para dispositivos virtuais
- Até a versão 16.10 o Ubuntu utilizava a interface Unity, a partir da versão 17.04 o Ubuntu passou a utilizar uma versão do GNOME modificada pela Canonical especialmente para o Ubuntu. Junto com o anúncio de que o Unity estaria em standby veio o anúncio de que a Canonical focaria em seus parceiros e clientes corporativos de forma a ser uma empresa mais sustentável financeiramente.[3][4]

## Outros projetos da Canonical
- Bazaar, um sistema de controle de versão.
- Storm (Software), um mapeador objeto-relacional para Python, parte da base de código do Launchpad.
- Upstart, é um evento baseado em substituição ao tradicional o init daemon.
- Quickly (software), é um framework para a criação de programas de software para uma distribuição Linux usando Python , PyGTK , Designer de Interface Glade e Couch desktop .
- Ubuntu Software Center, é um programa de computador para navegar, instalação e remoção de software no sistema operacional Ubuntu.
- Launchpad, é uma aplicação web e website que permite aos usuários desenvolver e manter software, particularmente software-livre.
- Landscape, um serviço web proprietário para gerenciamento centralizado de sistemas Ubuntu.
- Ubuntu One, é um serviço que oferece computação nas nuvens.

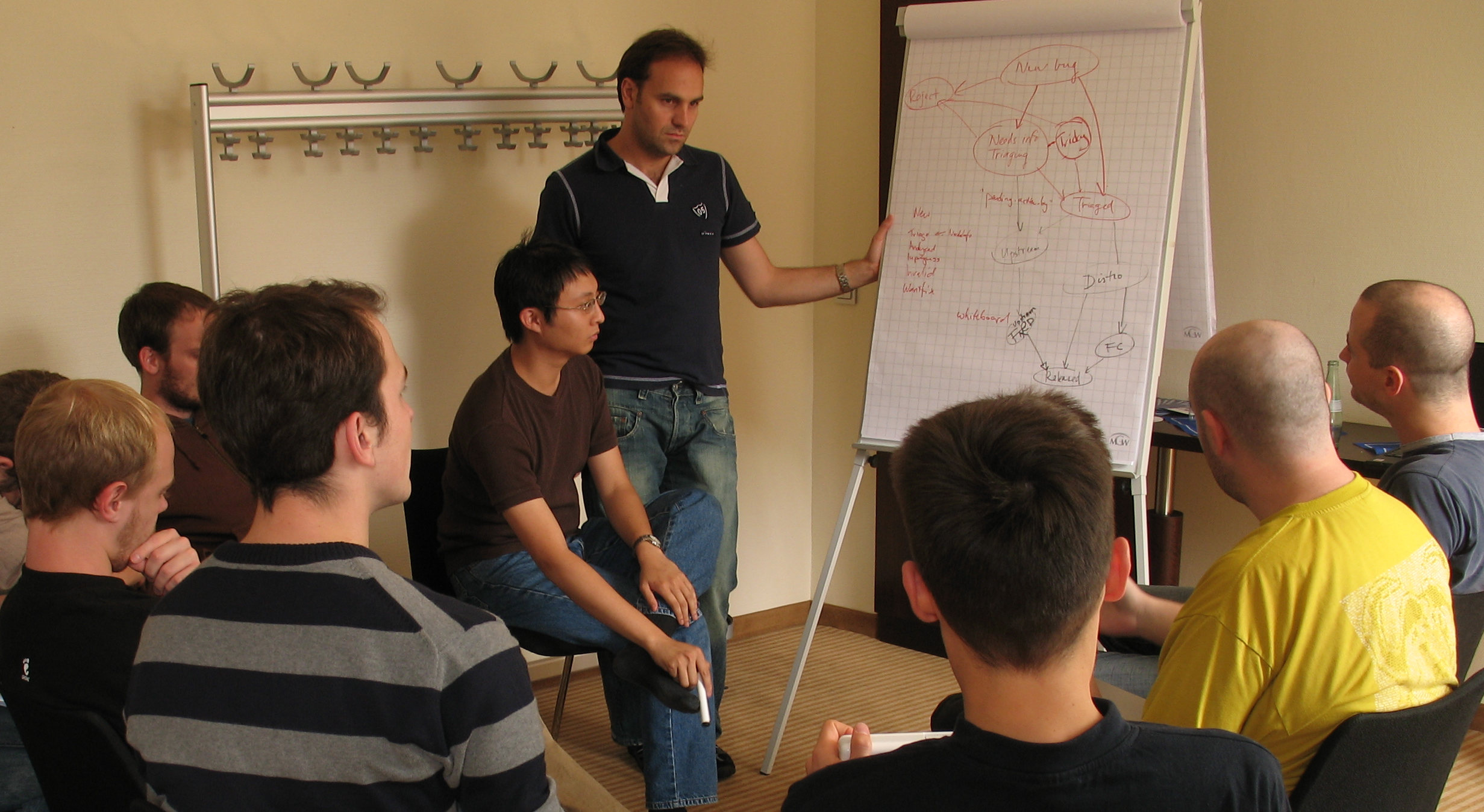
Mark Shuttleworth (em pé) e outros funcionários da Canonical discutindo o Launchpad num projeto sprint, na Alemanha

- Ubuntu Edge, smartphone conceito da Canonical o qual roda em dual-boot entre o Ubuntu Touch e Android, que quando conectado a um dock ou um dispositivo HDMI funciona como um pc, rodando o Ubuntu padrão (versão desktop). O projeto para arrecadar fundos (32 milhões) no site Indiegogo não chegou ao lucro desejado (chegou em torno de 10 milhões em 30 dias), sendo assim, o projeto do Ubuntu Edge está atualmente congelado.

## Os planos de negócios
Em entrevista ao The Guardian em Maio de 2008, Mark Shuttleworth disse que o modelo de negócios da Canonical era a prestação de serviços e explicou que a Canonical ainda não estava nem perto da rentabilidade. A empresa também afirmou que vai esperar para que o negócio se torne rentável dentro de mais 3 a 5 anos. Shuttleworth considerou a Canonical como uma empresa que está se posicionando à medida que aumenta a demanda por serviços relacionados a software livre. Esta estratégia tem sido comparado à estratégia de negócios da Red Hat nos anos 1990. No entanto, em um artigo do New York Times publicado no início de 2009, Shuttleworth disse que a receita da Canonical estava "rastejando" em direção aos US$ 30 milhões, valor que seria seu ponto de equilíbrio.
Em 2007, a Canonical lançou uma loja internacional online na qual vende serviços de suporte e produtos da marca Ubuntu; mais tarde, em 2008, expandiu-se com uma nova loja tendo como alvo os Estados Unidos, projetado para reduzir o tempo das remessas. Ao mesmo tempo, a palavra Ubuntu foi registrada em conexão com roupas e acessórios.